# Aaron Nemane
Aaron Evans Nemane (* 26. September 1997) ist ein englischer Fußballspieler, der bei Manchester City unter Vertrag steht und aktuell an den niederländischen Zweitligisten Go Ahead Eagles verliehen ist.

## Karriere
Aaron Nemane spielte bis zum Jahr 2017 in der Youth Academy von Manchester City. In dieser absolvierte er neben nationalen Ligaspielen der verschiedenen Juniorenteams auch Spiele in der UEFA Youth League. Im August 2017 wurde der 19-Jährige Nemane bis Januar 2018 an die Glasgow Rangers nach Schottland verliehen. Einen Monat nach seiner Verpflichtung gab Nemane sein Profidebüt im Trikot der Rangers gegen den FC Dundee, als er für Daniel Candeias eingewechselt wurde. Am 7. Januar gab der niederländische Zweitligist Go Ahead Eagles seine Verpflichtung auf Leihbasis bekannt.